# Элементоорганический анализ
Элементоорганический анализ (вид элементного анализа) — совокупность методов, применяемых для количественного определения содержания элементов в органических соединениях. Элементоорганический анализ состоит из двух стадий: 1) разложения органического вещества, при этом определяемый элемент переводится в неорганическое соединение (СО2, Н2О, N2, SO2 и др.); 2) количественного измерения неорганического соединения элемента при помощи газохроматографического метода либо его поглощения на колонке с последующей десорбцией. В качестве детекторов чаще всего применяют детекторы по теплопроводности, ИК-детекторы.